# USS Vincennes (CG-49)
Pour les autres navires du même nom, voir USS Vincennes.
L’USS Vincennes (CG-49) est un croiseur de l’United States Navy de la classe Ticonderoga en service de 1984 à 2005. Il est baptisé ainsi en mémoire du siège du Fort Vincennes, victoire américaine décisive, en 1779, durant la guerre d'indépendance. Il est surtout connu pour avoir abattu par erreur en 1988 un Airbus A300 d'Iran Air tuant les 290 personnes à bord.

## Drame du vol Iran Air 655
Lors de la guerre Iran-Irak, des incidents militaires ont été relativement fréquents entre les forces armées des États-Unis et les forces armées iraniennes à partir de 1987. Le 3 juillet 1988, la frégate USS Elmer Montgomery (en) (FF-1082) se trouve face à des embarcations puis à treize vedettes iraniennes et l'USS Vincennes est envoyé pour l'assister, précédé de son hélicoptère Sikorsky SH-60 Seahawk. 
Ce dernier essuie quelques coups de feu de la part des Iraniens. La situation vue du Vincennes est délicate, un engagement en surface étant possible, avec un P-3F Orion de l'armée de l'air iranienne qui patrouille au nord de sa position. Le Vincennes reçoit l'autorisation de tirer sur deux embarcations qui viennent sur lui lorsqu'il détecte un vecteur aérien en rapprochement à 80 km qui ne correspond à un aucun plan de vol connu à bord et qui ne répond pas aux appels.
Deux missiles sol-air RIM-66 Standard/SM-2MR sont tirés et abattent l'Airbus A300 assurant le vol Iran Air 655, tuant ses 290 passagers et membres d'équipage. L'avion venant de Téhéran avait redécollé avec un retard de 27 minutes de son escale prévue à l'aéroport de Bandar Abbas, une ville portuaire iranienne, et survolait alors le golfe Persique en direction de sa destination finale, Dubaï.
Les gouvernements américain et iranien se mirent d'accord pour des indemnisations.